# WASP-43
WASP-43は、ろくぶんぎ座の恒星である。大きさが太陽の3分の2程度の、活動的なK型主系列星で、周囲には1つの太陽系外惑星が発見されている。その系外惑星はホット・ジュピターWASP-43bで、WASP-43bは発見当時、母星に最も近い位置を公転しているホット・ジュピターであった。

## 特徴
WASP-43は、見かけの等級が12.5と望遠鏡がなければみることができない明るさである。年周視差の測定を基に見積もった太陽系からの距離は、およそ284光年である
| 太陽 | WASP-43   |
| ---- | --------- |
| 太陽 | Exoplanet |

WASP-43は、スペクトル型がK7 Vに分類されるK型主系列星である。質量は太陽の65%程度、半径も太陽の65%程度、光球面の有効温度は約4,100 Kの、太陽よりも小さく低温の恒星である。金属量は、鉄を指標にした場合太陽よりやや少ない程度だが、リチウムは著しく欠乏している。光度曲線を詳しく分析した結果、自転に伴うとみられる周期的な変化が観測され、自転周期は7.52日、自転速度は4.0 km/s以上と見積もられた。
WASP-43は、彩層を起源とするカルシウムの輝線（H・K線）が強く、活動的な恒星と考えられている。このことは、WASP-43が若い恒星であることを示唆し、実際に恒星の年齢と自転周期の関係についての経験式から恒星の年齢を割り出すジャイロクロノロジーでは、WASP-43の年齢は2億年と見積もられている。年齢が若いことは、リチウムがみられないことと整合しないように思えるが、WASP-43のスペクトル型の恒星では、数億年でリチウム欠乏に至るとされるので、矛盾しない。

## 惑星系

### 経緯
WASP-43は、太陽系外惑星を捜索するスーパーWASP計画において、南半球のWASP-Southが2009年1月から2009年5月に行った観測により、その手前を通過する天体の存在が示唆された。翌年の1月から5月にかけて、スーパーWASPは南北両半球でWASP-43を集中的に観測し、0.81日周期で天体が手前を通過していることを明らかにした。これを受けて、チリのラ・シヤ天文台でレオンハルト・オイラー望遠鏡の分光器CORALIEによる追観測が実施され、WASP-43の視線速度を測定したところ、手前を通過した天体の質量は木星の1.8倍程度であると求まり、更にTRAPPISTやオイラー望遠鏡で測光の追観測も行った結果、この天体は系外惑星と確定し、WASP-43bと呼ばれることになった。WASP-43bの発見は、スーパーWASPを運用するキール大学などの研究者らが、2011年に発表した。

### WASP-43b
WASP-43bは、質量が木星の1.9倍、半径が木星と同程度と見積もられるホット・ジュピターである。母星（WASP-43）の周りを周期0.813474日（19時間半）で公転しており、公転軌道の軌道長半径は0.01476 auである。WASP-43bの発見当時、確定していたホット・ジュピターの中で、この公転周期はWASP-19bに次いで短いものであり、母星が小質量星であることから、軌道長半径は最も短いものであった。

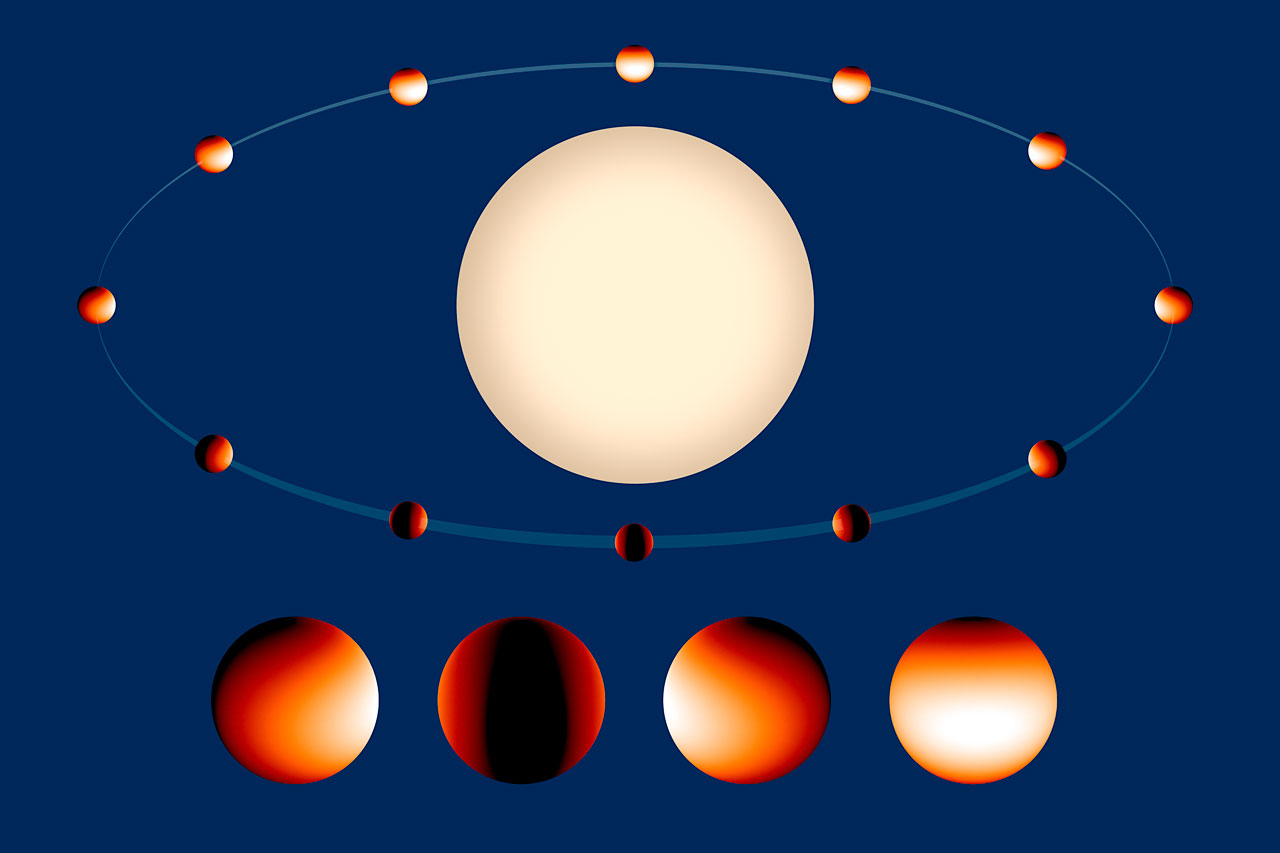
公転の位相に応じた惑星WASP-43b表面の温度分布の図解。出典: NASA, ESA, & Z. Levay (STScI)

WASP-43bは、母星に極めて近く、母星からの放射を強く受けていることから、惑星表面の温度分布を調べる対象として注目される。ハッブル宇宙望遠鏡による観測で、WASP-43bでは初めて系外惑星の温度分布を面で調べることができ、潮汐固定されているWASP-43bの昼の面と夜の面では大きな温度差があることが確かめられた。なお、WASP-43bの母星との距離は非常に近いが、WASP-43は低温、小質量の恒星であるため光度も低く、WASP-43bはホット・ジュピターとして特別強い放射を受けているわけではない。WASP-43bが母星の至近距離に位置することは、両者の潮汐相互作用や磁場の相互作用によって、WASP-43bがWASP-43の状態に影響を及ぼしている可能性もあると指摘されている。
| 名称 （恒星に近い順） | 質量             | 軌道長半径 （天文単位） | 公転周期 (日)             | 軌道離心率 | 軌道傾斜角    | 半径             |
| --------------------- | ---------------- | ----------------------- | ------------------------- | ---------- | ------------- | ---------------- |
| b (Astrolábos)        | 1.907 ± 0.052 MJ | 0.01476 ± 0.00019       | 0.813474075 ± 0.000000012 | <0.04      | 82.18 ± 0.11° | 1.005 ± 0.014 RJ |

## 名称
2022年、ジェイムズ・ウェッブ宇宙望遠鏡の優先観測目標候補となっている太陽系外惑星のうち、20の惑星とその親星を公募により命名する「太陽系外惑星命名キャンペーン2022（NameExoWorlds 2022）」において、WASP-43とWASP-43bは命名対象の惑星系の1つとなった。このキャンペーンは、国際天文学連合（IAU）が「持続可能な発展のための国際基礎科学年（IYBSSD2022）」の参加機関の一つであることから企画されたものである。2023年6月、IAUから最終結果が公表され、WASP-43はGnomon、WASP-43bはAstrolábosと命名された。ノーモン（希: γνώμων）は、太陽の影を投影し、影の長さや向きを利用する基礎的な天文機器。Astrolábos（希: ἀστρολάβος）は、高度の測定、星や惑星の特定、緯度の決定などができる古代の天文機器アストロラーベを指すギリシア語である。